# Sha Shan
Sha Shan est un personnage de comics appartenant à l'univers de Marvel Comics. Elle est apparue pour la première fois dans The Amazing Spider-Man #108 (Mai 1972).

## Biographie
Alors qu'il combat au Viêt Nam, Flash Thompson est blessé et se retrouve séparé de son unité. Recueilli et soigné par des moines, il rencontre la jeune Sha Shan, fille du père supérieur du monastère. Mais, lorsque le monastère est bombardé par l'aviation américaine, les moines en font porter la responsabilité à Flash. Ils le poursuivent jusqu'aux États-Unis et il ne doit d'avoir la vie sauve que grâce à l'intervention de Sha Shan.

Sha Shan est ensuite contrainte d'épouser le contrebandier Achmed Korba, connu sous le nom de Frère Pouvoir, et doit devenir Sœur Soleil. Elle participe ainsi à la création de la Légion de la Lumière, secte qui s'installe aux États-Unis et qui, sous couvert d'un message d'amour, lève une armée pour le compte du Maître de la Haine. Sha Shan se retourne bientôt contre son mari qui est détruit en essayant de la tuer. Elle est alors libre de devenir la petite amie de Flash Thompson mais leur idylle ne durera pas très longtemps.

## Apparition dans d'autres médias

### Télévision
- 2008-2009 : Spectacular Spider-Man (série d'animation)

## Sources
Encyclopédie Marvel : Spider-Man de A à Z, Marvel France, 2004.